# Halammohydra intermedia
Halammohydra intermedia is een hydroïdpoliep uit de familie Halammohydridae. De poliep komt uit het geslacht Halammohydra. Halammohydra intermedia werd in 1967 voor het eerst wetenschappelijk beschreven door Clausen. 